# Nível de análise
A expressão "nível de análise" é usada nas ciências sociais para apontar para a localização, tamanho ou escala de um alvo de pesquisa.
"Nível de análise" é diferente de "unidade de observação" no sentido de que o primeiro se refere a um conjunto mais ou menos integrado de relacionamentos, enquanto o último se refere à unidade distinta da qual os dados foram ou serão coletados. Juntos, a unidade de observação e o nível de análise ajudam a definir a população de uma empresa de pesquisa.

## Nível de análise vs unidade de análise
O nível de análise está intimamente relacionado à expressão "unidade de análise", e alguns estudiosos as têm usado alternadamente, enquanto outros defendem a necessidade de distinção. Ahmet Nuri Yurdusev escreveu que "o nível de análise é mais uma questão relacionada à estrutura/contexto de análise e ao nível no qual alguém conduz sua análise, enquanto a questão da unidade de análise é uma questão do 'ator' ou da 'entidade' a ser estudada". Manasseh Wepundi notou a diferença entre "a unidade de análise, isto é, o fenômeno sobre o qual as generalizações devem ser feitas, aquilo que cada 'caso' no arquivo de dados representa e o nível de análise, isto é, a maneira como as unidades de análise pode ser organizado em um contínuo desde os níveis muito pequenos (micro) aos muito grandes (macro)."